# فیضی حسن
فیضی حسن (خمین)، روستایی از توابع بخش کمره شهرستان خمین در استان مرکزی ایران است.

## جمعیت
این روستا در دهستان خرم‌دشت قرار دارد و براساس سرشماری مرکز آمار ایران در سال ۱۳۸۵، جمعیت آن ۵۰ نفر (۱۳خانوار) بوده‌است.